# Dynjandisvogur
Der Dynjandisvogur ist eine kleine Bucht in den Westfjorden Islands.
In sie mündet der Fluss Dynjandisá unterhalb des Wasserfalls Dynjandifoss oder Fjallfoss.
Diese Bucht ist etwa 1,5 km breit und reicht selbst 2 km weit ins Land.
Nördlich des Dynjandisvogur liegt der Borgarfjörður.
Beide zusammen bilden den 15 Kilometer langen nördlichen Teil des Arnarfjörðurs, haben aber im Gegensatz zu den Suðurfirðir keinen eigenen Namen.
Am Nordufer der Bucht verläuft der Vestfjarðavegur  nach Ísafjörður.